# Alsódobsza, Borsod-Abaúj-Zemplén
Alsódobsza este un sat în districtul Szerencs, județul Borsod-Abaúj-Zemplén, Ungaria, având o populație de 327 de locuitori (2011). 

## Demografie
Componența etnică a satului Alsódobsza
     Maghiari (94,37%)
     Romi (5,63%)
Componența confesională a satului Alsódobsza
     Reformați (59,94%)
     Romano-catolici (16,21%)
     Fără religie (3,98%)
     Greco-catolici (2,14%)
     Necunoscută (16,82%)
     Luterani (0,92%)
Conform recensământului din 2011, satul Alsódobsza avea 327 de locuitori. Din punct de vedere etnic, majoritatea locuitorilor (94,37%) erau maghiari, cu o minoritate de romi (5,63%).  Din punct de vedere confesional, majoritatea locuitorilor (59,94%) erau reformați, existând și minorități de romano-catolici (16,21%), persoane fără religie (3,98%) și greco-catolici (2,14%). Pentru 16,82% din locuitori nu este cunoscută apartenența confesională.